# 天平文化

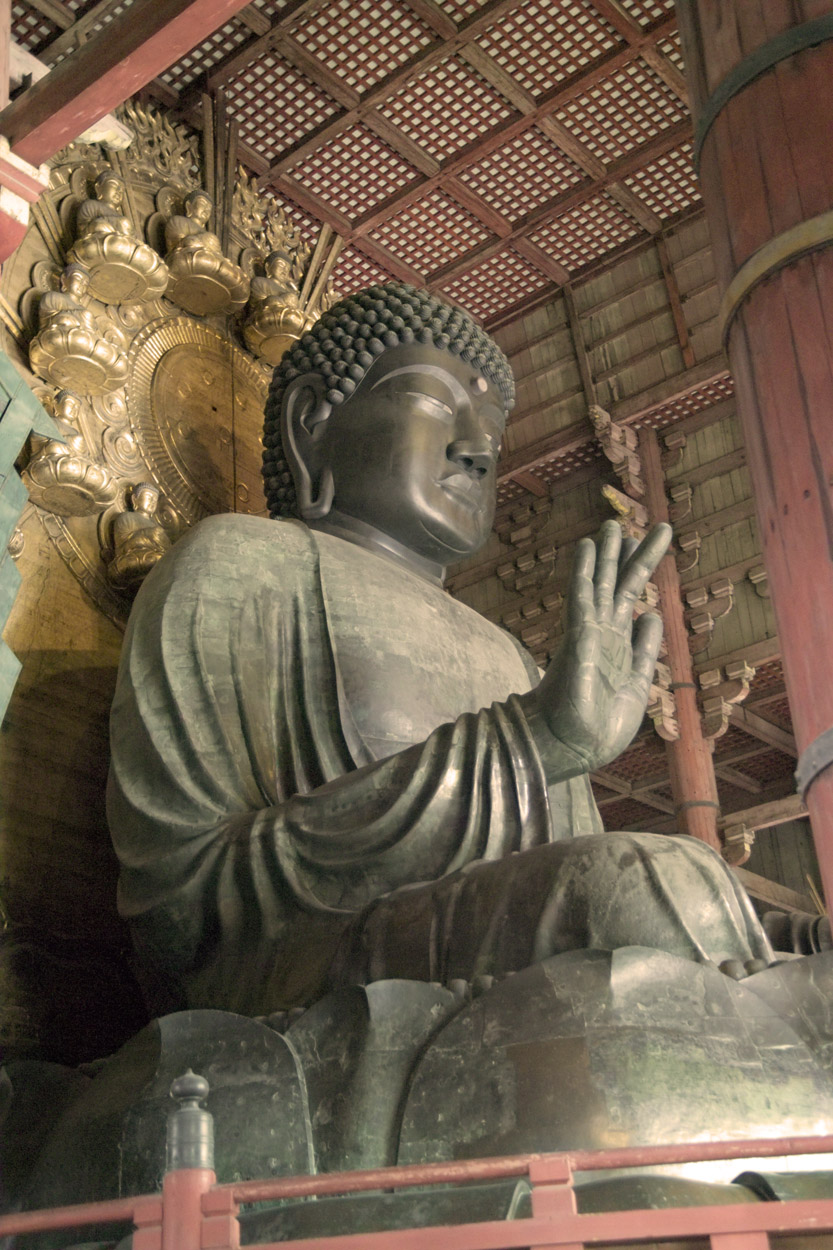
東大寺盧舎那仏像

天平文化（てんぴょうぶんか、旧字体：天平󠄁文󠄁化󠄁）は、時期では8世紀の中頃までをいい、奈良の都平城京を中心にして花開いた貴族・仏教文化である。この文化を、聖武天皇のときの元号天平を取って天平文化という。
その後、平安時代になると国風文化となり、日本で独自に文化を進めていくことになる。　　

## 建築物・寺院

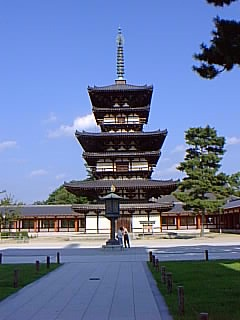
薬師寺東塔

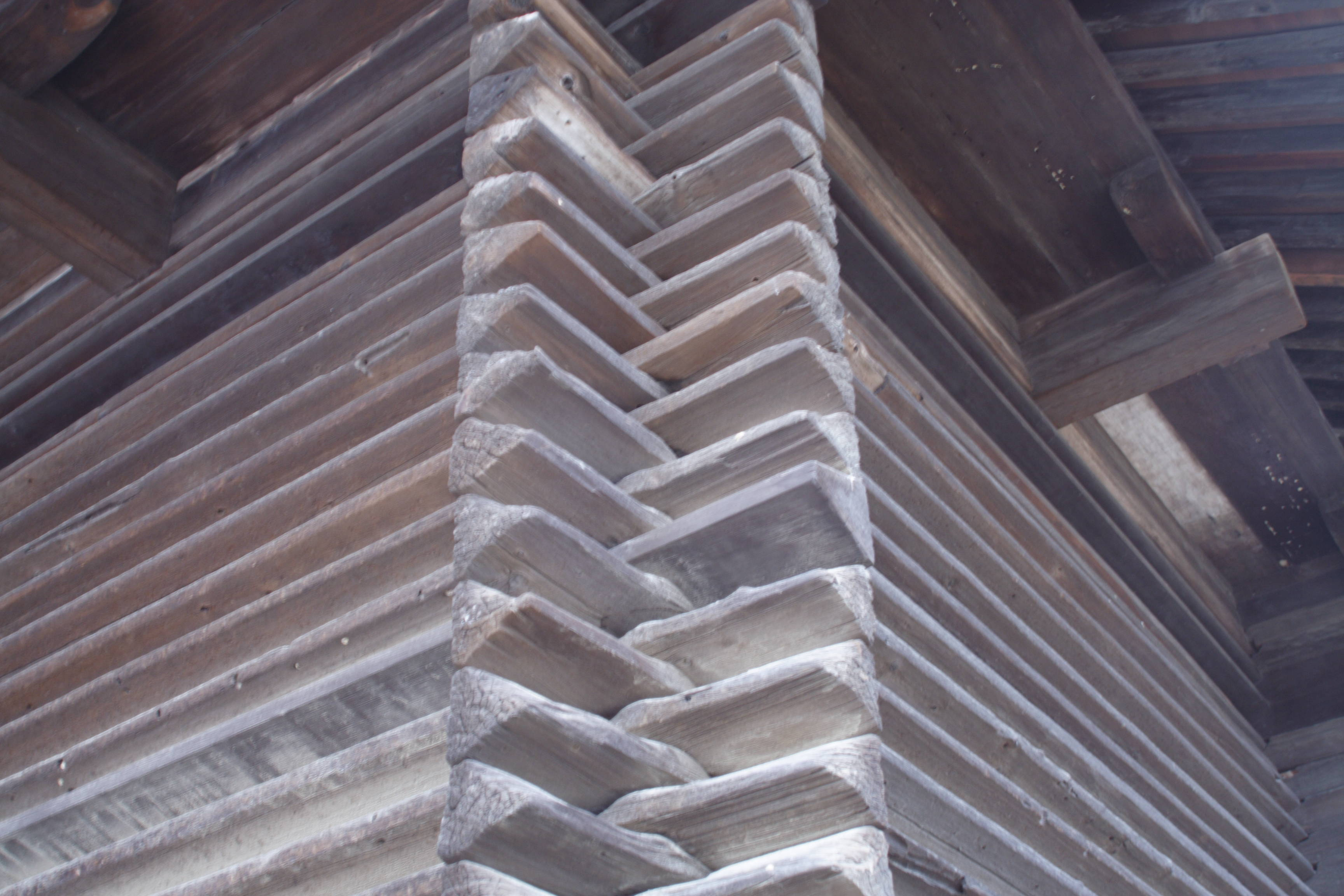
校倉造

平城京には碁盤の目のような条坊制が布かれた。そこには多くの官衙（役所）が立てられ、貴族や庶民の家が瓦で葺き、柱には丹（に）を塗ることが奨励された。また、飛鳥に建てられた大寺院が次々と移転された。このようにして「咲く花のにおうが如く今盛りなり」と歌われた平城京が出来上がった。
聖武天皇により諸国に僧寺（国分寺）・尼寺（国分尼寺）を建て、それぞれに七重の塔を作り、『金光明最勝王経』と『妙法蓮華経』を一部ずつ置くことにした。その総本山と位置づけられる国分寺・総国分尼寺が東大寺、法華寺であり、東大寺大仏は、鎮護国家の象徴として建立された。この大事業を推進するには幅広い民衆の支持が必要であったため、行基を大僧正として迎え、協力を得た。
代表的な仏教建築
- 唐招提寺金堂、講堂 - 講堂は、平城宮の東朝集殿を移築改造したもの。
- 唐招提寺経蔵、宝庫 - 長屋王邸の遺構で正倉院より古い。
- 薬師寺東塔[要出典] - 平城京遷都後、白鳳様式で建立された天平建築とするのが通説だが、本薬師寺からの移建説もある。従って移建説に従えば、白鳳建築。
- 東大寺法華堂（三月堂）、転害門
- 正倉院宝庫（校倉造）
- 法隆寺東院夢殿
- 栄山寺八角堂

## 詩歌
- 『万葉集』
  - 代表的な歌人：大伴旅人・大伴家持・山上憶良『貧窮問答歌』・山部赤人
- 『懐風藻』（かいふうそう） - 淡海三船・石上宅嗣（異説あり）

## 彫刻

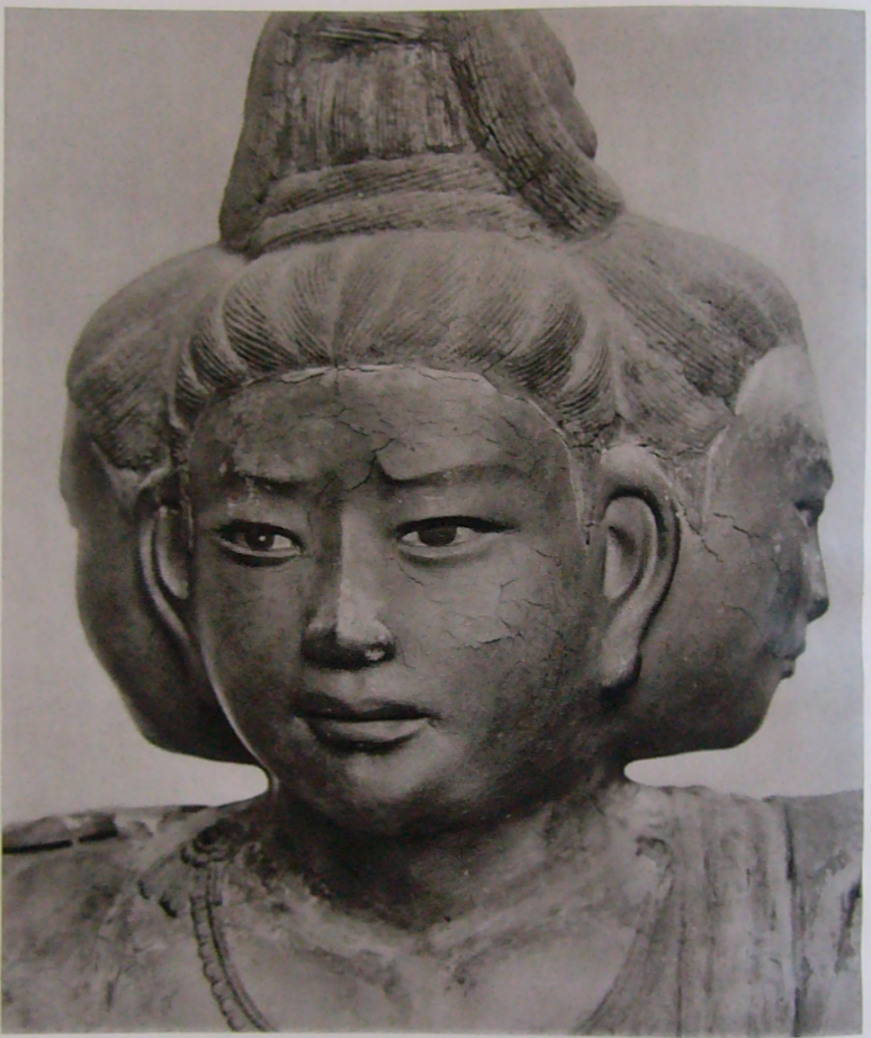
阿修羅像（部分）
興福寺国宝館

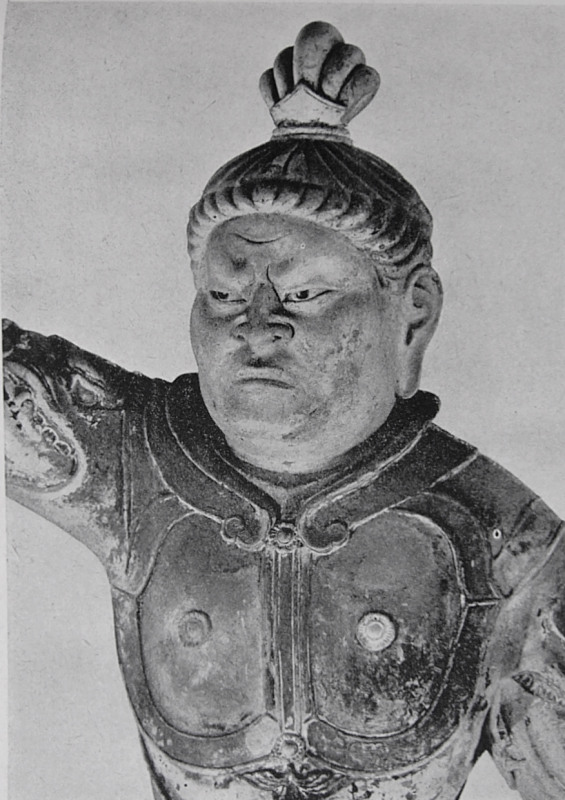
多聞天像（部分）
戒壇院四天王の１

東大寺の造営を管轄する役所である造東大寺司のもとで官営の造仏所が整備され、多数の工人によって仏像制作が分業的に行われていた。一方、都には民間の仏像制作工房：私仏所があり、また僧侶で仏像制作を行う者もでてきた。指導的仏師としては、東大寺大仏の責任者：国中連麻呂、興福寺の十大弟子八部衆制作の将軍万福などが記録に残っている。
東大寺盧舎那仏像（奈良の大仏、天平時代の部分は台座、脚部などごく一部）に代表される金銅仏のほか、乾漆像や塑像が主流であり、金像銀像、石仏も制作され、塼仏、押出仏の制作も盛んであった。
乾漆像
- 興福寺八部衆立像（阿修羅像など）、十大弟子立像
- 聖林寺十一面観音立像
- 葛井寺十一面千手千眼観世音菩薩像
- 唐招提寺金堂盧舎那仏坐像、鑑真和上坐像
- 東大寺法華堂（三月堂）不空羂索観音立像、梵天・帝釈天立像、四天王立像、金剛力士・密迹力士立像

塑像
- 新薬師寺（奈良市）十二神将立像（うち1躯は昭和期の補作）
- 東大寺法華堂執金剛神立像、日光菩薩・月光菩薩立像、弁才天・吉祥天立像
- 東大寺戒壇院四天王立像

## 工芸

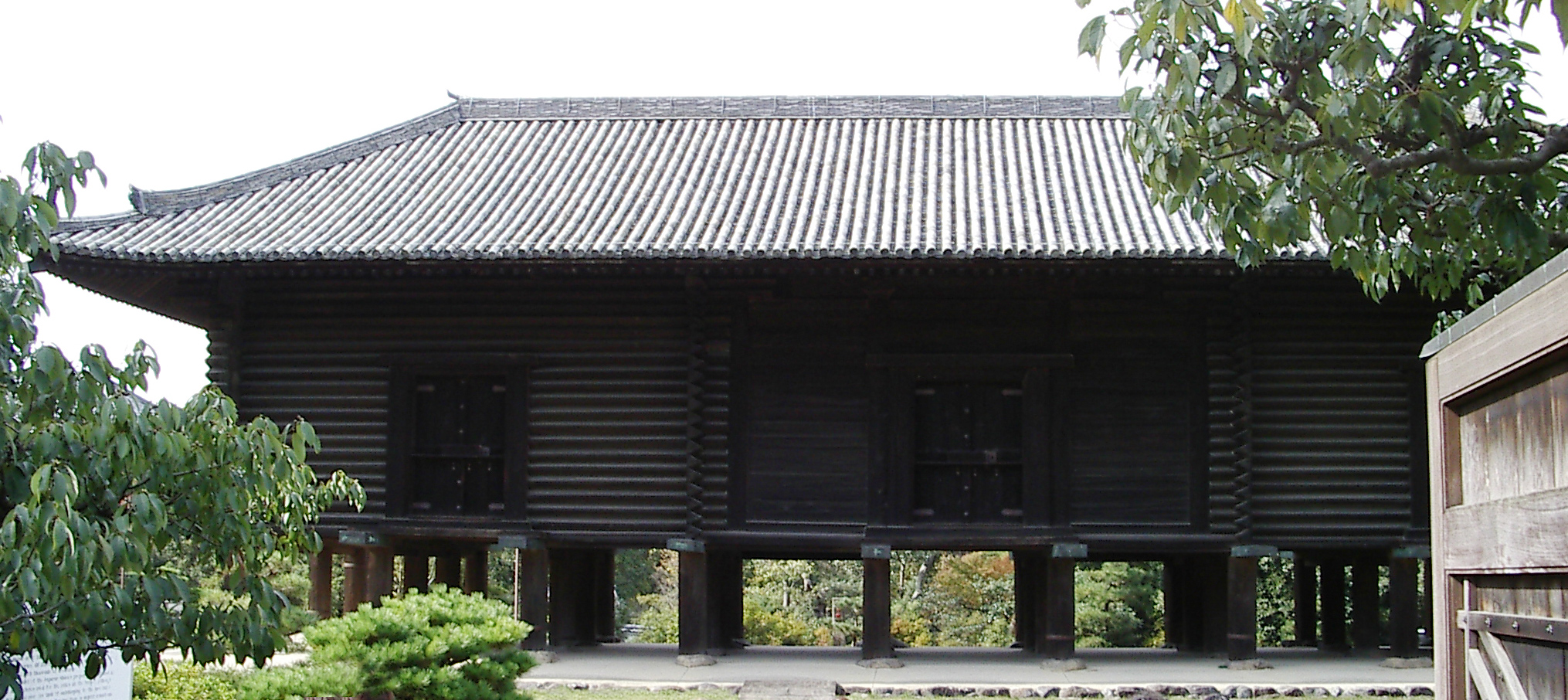
正倉院正倉

- 正倉院宝物（楽器、調度品など）